# موسی کوناته
موسی کوناته (به فرانسوی: Moussa Konaté) نویسنده قرن بیستم میلادی اهل مالی بود.